# كيت تشارلزورث
كيت تشارلزورث (بالإنجليزية: Kate Charlesworth)‏ هي رسامة توضيحية ورسامة كارتون وكاتِبة بريطانية، ولدت في 1950 في بارنسلي في المملكة المتحدة.